# Rönntjärnen, Härjedalen
Rönntjärnen är en sjö i Härjedalens kommun i Härjedalen och ingår i Ljusnans huvudavrinningsområde.